# Llista de monuments de Maials
Llista de monuments de Maials inclosos en l'Inventari del Patrimoni Arquitectònic Català per al municipi de Maials (Segrià). Inclou els inscrits en el Registre de Béns Culturals d'Interès Nacional (BCIN) amb la classificació de monuments històrics, els Béns Culturals d'Interès Local (BCIL) de caràcter immoble i la resta de béns arquitectònics integrants del patrimoni cultural català.
| Monument                                                             | Protecció | Estil/època           | Localització                                                     | Coordenades                                          | Codi?     | Imatge |
| -------------------------------------------------------------------- | --------- | --------------------- | ---------------------------------------------------------------- | ---------------------------------------------------- | --------- | --- |
| Església de Nostra Senyora de l'Assumpció                            | BCIL 2010 | Barroc XVIII          | Maials Pl. de l'Església, 23                                     | 41° 21′ 52″ N, 0° 30′ 16″ E / 41.364500°N,0.504443°E | IPA-14591 | Església de Nostra Senyora de l'Assumpció (Maials) · Vegeu més fotos d'aquest monument · Carregueu una nova foto d'aquest monument |
| Ermita de Sant Sebastià                                              |           | Obra popular XIX      | Maials Cementiri                                                 | 41° 22′ 18″ N, 0° 30′ 33″ E / 41.371659°N,0.509287°E | IPA-14592 | Carregueu una nova foto d'aquest monument                                                                                          |
| Casal familiar al carrer Sant Sebastià, 1                            |           | Obra popular          | Maials C. Sant Sebastià, 1                                       | 41° 21′ 52″ N, 0° 30′ 14″ E / 41.364375°N,0.503878°E | IPA-14593 | Carregueu una nova foto d'aquest monument                                                                                          |
| Casa Rita                                                            |           | Obra popular XX       | Maials C. Major, 12                                              | 41° 21′ 53″ N, 0° 30′ 13″ E / 41.364776°N,0.503713°E | IPA-14594 | Carregueu una nova foto d'aquest monument                                                                                          |
| Antiga Església de Santa Maria, Casa Orrit o Església de la Rectoria | BCIL 2008 | Romànic XIII-XIX      | Maials C. Vilaclosa, 1                                           | 41° 21′ 54″ N, 0° 30′ 10″ E / 41.365012°N,0.50282°E  | IPA-14595 | Antiga Església de Santa Maria (Maials) · Vegeu més fotos d'aquest monument · Carregueu una nova foto d'aquest monument            |
| Cal Marc                                                             |           | Obra popular XIX      | Maials Pl. Església, 1                                           | 41° 21′ 53″ N, 0° 30′ 15″ E / 41.364832°N,0.504217°E | IPA-14596 | Carregueu una nova foto d'aquest monument                                                                                          |
| Ca l'Aragonès                                                        |           | Obra popular XVII     | Maials C. Major, 25                                              | 41° 21′ 53″ N, 0° 30′ 11″ E / 41.36482°N,0.50309°E   | IPA-14597 | Carregueu una nova foto d'aquest monument                                                                                          |
| Casal familiar al carrer Barceloneta, 13                             |           | Obra popular          | Maials C. de la Barceloneta, 13                                  | 41° 21′ 52″ N, 0° 30′ 20″ E / 41.364472°N,0.505541°E | IPA-14598 | Carregueu una nova foto d'aquest monument                                                                                          |
| Casa Sila                                                            |           | Obra popular          | Maials C. Major, 2                                               | 41° 21′ 53″ N, 0° 30′ 14″ E / 41.364721°N,0.503942°E | IPA-14599 | Carregueu una nova foto d'aquest monument                                                                                          |
| Casa Segura                                                          |           | Obra popular XVIII    | Maials C. de la Barceloneta, 1                                   | 41° 21′ 53″ N, 0° 30′ 18″ E / 41.364602°N,0.505085°E | IPA-14600 | Carregueu una nova foto d'aquest monument                                                                                          |
| Ca la Viuda                                                          |           | Obra popular XVII     | Maials C. del Vall, 33                                           | 41° 21′ 52″ N, 0° 30′ 10″ E / 41.364342°N,0.502709°E | IPA-14601 | Carregueu una nova foto d'aquest monument                                                                                          |
| Casa Belo                                                            |           | Obra popular XIX      | Maials C. Major, 18                                              | 41° 21′ 53″ N, 0° 30′ 13″ E / 41.364835°N,0.503476°E | IPA-14602 | Carregueu una nova foto d'aquest monument                                                                                          |
| Casa Escaleta I                                                      |           | Obra popular          | Maials C. del Vall, 13 i 19                                      | 41° 21′ 52″ N, 0° 30′ 13″ E / 41.364324°N,0.503658°E | IPA-14603 | Carregueu una nova foto d'aquest monument                                                                                          |
| Casa Escaleta II                                                     |           | Obra popular          | Maials C. del Vall, 23-25                                        | 41° 21′ 52″ N, 0° 30′ 11″ E / 41.36433°N,0.503125°E  | IPA-14604 | Carregueu una nova foto d'aquest monument                                                                                          |
| Cal Peret de l'Isidret                                               |           | Obra popular          | Maials C. del Vall, 18 - c. Major, 23                            | 41° 21′ 52″ N, 0° 30′ 11″ E / 41.364404°N,0.503109°E | IPA-14605 | Carregueu una nova foto d'aquest monument                                                                                          |
| Casal familiar al carrer Vilaclosa, 7                                |           | Obra popular XVI-XVII | Maials C. Vilaclosa, 7                                           | 41° 21′ 55″ N, 0° 30′ 10″ E / 41.36518°N,0.50274°E   | IPA-14607 | Carregueu una nova foto d'aquest monument                                                                                          |
| Cal Gabrielet                                                        |           | Obra popular XX       | Maials C. Major, 3                                               | 41° 21′ 53″ N, 0° 30′ 14″ E / 41.364696°N,0.503785°E | IPA-14608 | Carregueu una nova foto d'aquest monument                                                                                          |
| Façana al carrer del Vall, 38                                        |           | Obra popular          | Maials C. del Vall, 38                                           | 41° 21′ 52″ N, 0° 30′ 08″ E / 41.364413°N,0.502103°E | IPA-14611 | Carregueu una nova foto d'aquest monument                                                                                          |
| Dipòsit d'aigua per als molins d'oli del carrer Trinitat             | BCIL 2006 | Obra popular XIX      | Maials C. Trinitat                                               |                                                      | IPA-31072 | Carregueu una nova foto d'aquest monument                                                                                          |
| Molí de la Devesa, o Casa Juncadella                                 |           | Obra popular XVIII    | Maials Ctra. a Llardecans                                        |                                                      | IPA-14613 | Carregueu una nova foto d'aquest monument                                                                                          |
| Casa Sila                                                            |           | Obra popular XVI      | Maials C. Vilaclosa, 9                                           | 41° 21′ 54″ N, 0° 30′ 10″ E / 41.365116°N,0.502669°E | IPA-14606 | Carregueu una nova foto d'aquest monument                                                                                          |
| Porta del Tossalet                                                   |           | Obra popular XVI      | Maials C. de la Palla, 12                                        | 41° 21′ 53″ N, 0° 30′ 08″ E / 41.364633°N,0.50221°E  | IPA-14609 | Porta del Tossalet (Maials) · Vegeu més fotos d'aquest monument · Carregueu una nova foto d'aquest monument                        |
| Carrer de la Vilaclosa                                               |           | Obra popular          | Maials C. Vilaclosa                                              | 41° 21′ 54″ N, 0° 30′ 09″ E / 41.36513°N,0.50244°E   | IPA-14612 | Carregueu una nova foto d'aquest monument                                                                                          |
| L'església antiga                                                    |           | Gòtic XV              | Maials C. Vilaclosa, 20                                          | 41° 21′ 55″ N, 0° 30′ 10″ E / 41.365378°N,0.502806°E | IPA-14614 | Carregueu una nova foto d'aquest monument                                                                                          |
| Molí fariner de la Devesa                                            |           | Obra popular XX       | Maials Vall dels Horts                                           |                                                      | IPA-43501 | Carregueu una nova foto d'aquest monument                                                                                          |
| Molí de les Alzinetes                                                |           | Obra popular XIX-XX   | Maials Vall de les Alzinetes, Vall del Molí, ctra. C-12 km 103,6 |                                                      | IPA-43502 | Carregueu una nova foto d'aquest monument                                                                                          |
| Forns de calçs de la Sària, Forns de la Sària                        |           | Obra popular XIX-XX   | Maials El Pla de la Sària, Punta del Calà                        |                                                      | IPA-43503 | Carregueu una nova foto d'aquest monument                                                                                          |
| Teuleria de la Bassabona, Teuleria de Maials                         |           | Obra popular XIX-XX   | Maials Pista forestal al cantó de la Bassa Bona, lo Tossal       |                                                      | IPA-43518 | Carregueu una nova foto d'aquest monument                                                                                          |
| Molí d'oli de Camporers                                              |           | XIX                   | Maials Vall de Camporers                                         |                                                      | IPA-47865 | Carregueu una nova foto d'aquest monument                                                                                          |
| Molí d'oli d'Escaleta                                                |           | Obra popular          | Maials Mas del Clot d'Adar                                       |                                                      | IPA-47867 | Carregueu una nova foto d'aquest monument                                                                                          |